# Serrada de la Fuente (municipio)
Serrada de la Fuente fue un municipio español de la provincia de Madrid.

## Historia
Hasta la reforma de la nomenclatura municipal de 1916 el municipio se llamaba simplemente Serrada. En dicha fecha su nombre fue modificado por el de Serrada de la Fuente.

## Demografía
| Gráfica de evolución demográfica de Serrada de la Fuente entre 1842 y 1970 |
| |
| Población de derecho según los censos de población del INE Población de hecho según los censos de población del INEEn estos censos se denominaba Serrada: 1842, 1857, 1860, 1877, 1887, 1897, 1900 y 1910 Entre el censo de 1981 y el anterior, este municipio desaparece porque se agrupa en el municipio 28902 (Puentes Viejas) |

El municipio de Serrada de la Fuente desapareció en 1975 al ser fusionado con los de Paredes de Buitrago y Mangirón para crear el municipio de Puentes Viejas. La localidad de Mangirón retuvo la sede municipal del nuevo municipio. Serrada de la Fuente contaba con 82 habitantes según el censo de 1970.